# Kellbergturm

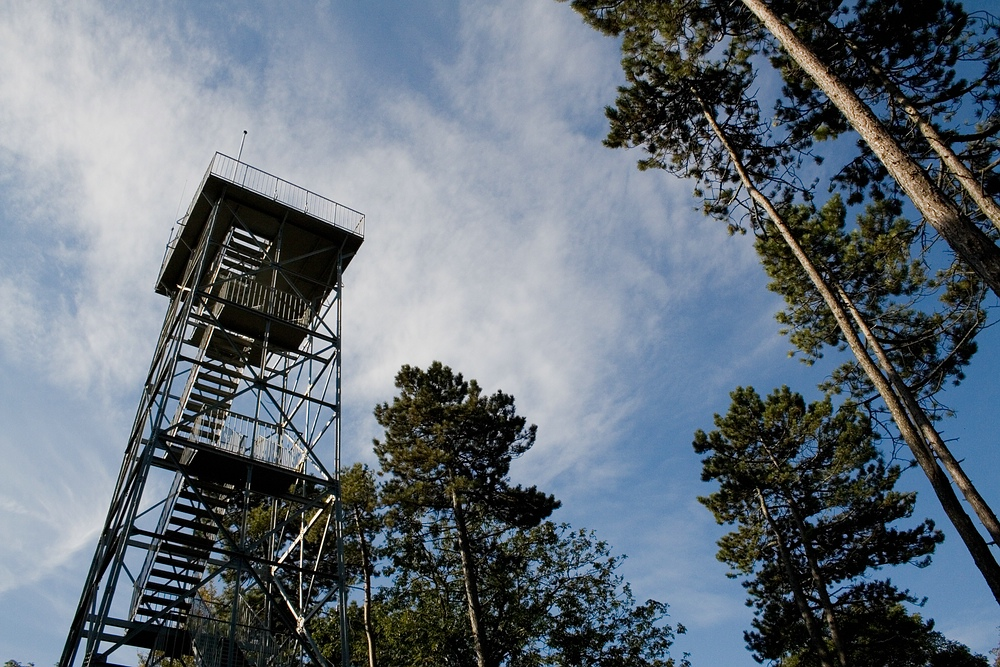
Kellbergturm Stadtoldendorf

Der Kellbergturm (Eiserner Oskar) ist ein 1906 auf dem 343,1 m ü. NHN hohen Kellberg bei Stadtoldendorf errichteter 20 m hoher denkmalgeschützter Aussichtsturm. Seine Errichtung beruht auf der Initiative des Fabrikanten Oscar Wolff, der diese bereits für 1891 plante, die aber mangels finanzieller Mittel zunächst scheiterte.

## Geschichte
Im Frühling 1906 wird der Turm von der Sieg-Rheinische-Hütten AG gebaut und am 17. Juli 1906 eingeweiht. 1934 erhält der Turm einen neuen Anstrich. 1942 plant man, den Turm für Kriegszwecke abzureißen und einzuschmelzen, was aber unterbleibt. Im Jahre 1976 wird der Turm gesperrt. Zunächst erwägt man, ihn durch eine Neukonstruktion zu ersetzen, stattdessen wird er 1983 entrostet und am 15. September 1983 wieder freigegeben.
Seit dem 25. August 2005 ist der Kellbergturm erneut aus statischen Gründen für Besucher gesperrt.
Am 22. September 2007 kann der Kellbergturm, dank des Fördervereins Kellbergtum (gegründet 2006) und seiner Sponsoren, feierlich wiedereröffnet und erneut in die Obhut der Stadt übergeben werden.
Erstmals wird nun auch – auf einem Spenderobelisken in unmittelbarer Nähe des Aussichtsturmes – an den Ursprungsspender (Stifter) erinnert. So ist u. a. auf dem Obelisken folgender Eintrag zu lesen: „Im Jahre 1906 schenkte der Bürger und Stadtverordnete Oskar Wolff dem Verschönerungsverein der Stadt Stadtoldendorf den Kellbergturm. Oskar Wolff, geb. am 4. Dezember 1855, erhielt 1882 den Bürgerbrief der Stadt Stadtoldendorf und übernahm als Nachfolger seines Vaters die Leitung der Weberei A. J. Rothschild Söhne. Nach seinem Tod am 17. Juli 1923 fand er seine letzte Ruhestätte auf dem jüdischen Friedhof Stadtoldendorf“.